# Helen Shapiro
Helen Kate Shapiro (Bethnal Green, Londres, 28 de septiembre de 1946) es una cantante y actriz británica, reconocida por sus exitosas canciones de 1961 "You Don't Know" y "Walkin' Back to Happiness", ambas grabadas cuando apenas tenía catorce años. En 2010 grabó su más reciente álbum de estudio, titulado What Wondrous Love Is This.

## Discografía

### Sencillos
| Año  | Título                                                                                       | Discográfica        | Posición en las listas | Posición en las listas | Posición en las listas | Posición en las listas | Álbum                       |
| Año  | Título                                                                                       | Discográfica        | R.U.                   | EE. UU.                | AUS                    | NZ                     | Álbum                       |
| ---- | -------------------------------------------------------------------------------------------- | ------------------- | ---------------------- | ---------------------- | ---------------------- | ---------------------- | --------------------------- |
| 1961 | "Don't Treat Me Like a Child" b/w "When I'm with You"                                        | Columbia DB 4589    | 3                      | —                      | 90                     | 4                      | 12 Hits and a Miss          |
| 1961 | "You Don't Know" b/w "Marvellous Lie"                                                        | Columbia DB 4670    | 1                      | —                      | 50                     | 1                      | 12 Hits and a Miss          |
| 1961 | "Walkin' Back to Happiness" b/w "Kiss 'N' Run"                                               | Columbia DB 4715    | 1                      | 100                    | 6                      | 1                      | 12 Hits and a Miss          |
| 1962 | "Tell Me What He Said" b/w "I Apologise"                                                     | Columbia DB 4782    | 2                      | —                      | 46                     | 4                      | 12 Hits and a Miss          |
| 1962 | "Let's Talk About Love" b/w "Sometime Yesterday"                                             | Columbia DB 4824    | 23                     | —                      | 31                     | —                      | 12 Hits and a Miss          |
| 1962 | "Little Miss Lonely" b/w "I Don't Care"                                                      | Columbia DB 4869    | 8                      | —                      | 28                     | 9                      | 12 Hits and a Miss          |
| 1962 | "Keep Away from Other Girls" b/w "Cry My Heart Out"                                          | Columbia DB 4908    | 40                     | —                      | 42                     | —                      | 12 Hits and a Miss          |
| 1963 | "Queen for Tonight" b/w "Daddy Couldn't Get Me One of Those"                                 | Columbia DB 4966    | 33                     | —                      | 97                     | —                      | 25th Anniversary Album      |
| 1963 | "Woe Is Me" b/w "I Walked Right In"                                                          | Columbia DB 7026    | 35                     | —                      | 91                     | —                      | Helen In Nashville          |
| 1963 | "Look Who It Is" b/w "Walking in My Dreams"                                                  | Columbia DB 7130    | 47                     | —                      | 33                     | —                      | 25th Anniversary Album      |
| 1963 | "No Trespassing" b/w "Not Responsible"                                                       | Columbia DB 7072    | —                      | —                      | 1                      | —                      | Helen In Nashville          |
| 1964 | "Fever" b/w "Ole Father Time"                                                                | Columbia DB 7190    | 38                     | —                      | —                      | —                      | 25th Anniversary Album      |
| 1964 | "Look Over Your Shoulder" b/w "You Won't Come Home"                                          | Columbia DB 7266    | —                      | —                      | —                      | —                      | Sin álbum                   |
| 1964 | "Shop Around" b/w "He Knows How to Love Me"                                                  | Columbia DB 7340    | —                      | —                      | —                      | —                      | Helen Hits Out!             |
| 1964 | "I Wish I'd Never Loved You" b/w "I Was Only Kidding"                                        | Columbia DB 7395    | —                      | —                      | —                      | —                      | Sin álbum                   |
| 1965 | "Tomorrow Is Another Day" b/w "It's So Funny I Could Cry"                                    | Columbia DB 7517    | —                      | —                      | —                      | —                      | Sin álbum                   |
| 1965 | "Here in Your Arms" b/w "Only Once"                                                          | Columbia DB 7587    | —                      | —                      | —                      | —                      | 25th Anniversary Album      |
| 1965 | "Something Wonderful" b/w "Just a Line"                                                      | Columbia DB 7690    | —                      | —                      | —                      | —                      | 25th Anniversary Album      |
| 1966 | "Forget About the Bad Things" b/w "Wait a Little Longer"                                     | Columbia DB 7810    | —                      | —                      | —                      | —                      | Sin álbum                   |
| 1966 | "In My Calendar" b/w "Empty House"                                                           | Columbia DB 8073    | —                      | —                      | —                      | —                      | 25th Anniversary Album      |
| 1967 | "Make Me Belong to You" b/w "The Way of the World"                                           | Columbia DB 8148    | —                      | —                      | —                      | —                      | Sin álbum                   |
| 1967 | "She Needs Company" b/w "Stop and You Will Become Aware"                                     | Columbia DB 8256    | —                      | —                      | —                      | —                      | 25th Anniversary Album      |
| 1968 | "You'll Get Me Loving You" b/w "Silly Boy (I Love You)"                                      | Pye 7N 17600        | —                      | —                      | —                      | —                      | Sin álbum                   |
| 1969 | "Today Has Been Cancelled" b/w "Face The Music"                                              | Pye 7N 17714        | —                      | —                      | 49                     | —                      | Sin álbum                   |
| 1969 | "You've Guessed" b/w "Take Me for a While"                                                   | Pye 7N 17785        | —                      | —                      | 98                     | —                      | Sin álbum                   |
| 1970 | "Take Down a Note, Miss Smith" b/w "Couldn't You See"                                        | Pye 7N 17893        | —                      | —                      | —                      | —                      | Sin álbum                   |
| 1970 | "Waiting on the Shores of Nowhere" b/w "A Glass of Wine"                                     | Pye 17975           | —                      | —                      | —                      | —                      | Sin álbum                   |
| 1972 | "The Prophet" b/w "Now or Never" Ella Stone (Helen Shapiro) y Moss (Al Saxon)                | Phoenix 128         | —                      | —                      | —                      | —                      | Sin álbum                   |
| 1975 | "You're a Love Child" b/w "That's the Reason I Love You"                                     | DJM 363             | —                      | —                      | —                      | —                      | Sin álbum                   |
| 1976 | "If You Feel He Cares" b/w "It Only Hurts When I Love" Grabada con el alias de "Swing Thing" | Magnet 65           | —                      | —                      | —                      | —                      | Sin álbum                   |
| 1977 | "Can't Break the Habit" b/w "For All the Wrong Reasons"                                      | Arista 131          | —                      | —                      | —                      | —                      | Sin álbum                   |
| 1978 | "Every Little Bit Hurts" b/w "Touchin' Wood"                                                 | Arista 178          | —                      | —                      | —                      | —                      | Sin álbum                   |
| 1983 | "Let Yourself Go" b/w "Funny"                                                                | Oval 25             | —                      | —                      | —                      | —                      | Straighten Up and Fly Right |
| 1984 | "Brickyard Blues" b/w "Just Another Weekend"                                                 | Oval 26             | —                      | —                      | —                      | —                      | Sin álbum                   |
| 1989 | "Walking Back to Happiness" b/w "Let's Talk About Love" Nuevo material                       | Calligraph CLGS 702 | —                      | —                      | —                      | —                      | Sin álbum                   |

### Extended Plays
- Helen (Columbia) 1961
- Helen's Hit Parade (Columbia) 1962
- More Hits from Helen (Columbia) 1962
- A Teenager Sings the Blues (Columbia) 1962
- Even More Hits from Helen (Columbia) 1962
- 'Tops' with Me No.1 (Columbia) 1963
- 'Tops' with Me No.2 (Columbia) 1963

### Álbumes de estudio
- All for the Love of Music (Decca Teldec) 1978 6. 23 465
- Straighten Up and Fly Right (Oval) 1983 (OVLP 507)
- Echoes of the Duke (Calligraph) 1985 (CLGLP 002/CLGCD 002)
- The Quality of Mercer (Calligraph) 1987 (CLGLP 014)
- I Can't Get Started (Calligraph) 1990 (CLGCD 025)
- The Pearl (Manna Music) 1990 (CD 040)
- Kadosh (Manna Music) 1992 (CD 041)
- Nothing but the Best (ICC Records) 1995 (ICCD 13530)
- Enter into His Gates (ICC Records) 1997 (ICCD 21830)
- Sing Swing Together (Calligraph) 1998 (CLGCD 034)
- By Request (Katalyst Records) 1998 (KAT 0002)
- Simply Shapiro (Katalyst Records) 2000 (KAT0003)
- The Gospel Collection (ICC Records) 2002 (ICCD 65430)
- What Wondrous Love Is This (Manna Music) 2010 (CD 043)

### Álbumes recopilatorios
- The Very Best of Helen Shapiro (EMI) 1974 (SCX 6565)
- The Very Best of Helen Shapiro (EMI) 2007

Fuente: